# Клиент (информатика)
Вижте пояснителната страница за други значения на Клиент.
Клиент в информатиката е хардуерен или софтуерен компонент на компютърна система, изпращащ заявки към сървър.
Програмата, която е клиент, си взаимодейства със сървъра посредством определен протокол. Тя може да поиска от сървъра някакви данни, да ги обработва непосредствено на сървъра, да стартира на сървъра нови процеси и т.н. Получените от сървъра данни може да се предоставят на потребителя или да се използват по друг начин в зависимост от предназначението на програмата. Програмата клиент и програмата сървър могат да работят както на един и същ компютър, така и на различни. Във втория случай за обмен на информация между тях се използва компютърна мрежа. Например при сърфиране в интернет, браузърът играе ролята на клиент, който подава заявка по определен комуникационен протокол към сървъра, където са разположени търсените уеб страници.

## Типове клиенти
Ролята на клиенти могат да изпълняват както самостоятелни настолни системи, така и компютри с по-слаби изчислителни ресурси (например тънък клиент). Най-често понятията клиент и сървър описват разпределението на ролите при изпълнение на конкретната задача, а не изчислителната мощ. Например уеб сървърът може да работи и като клиент и да получава данни за формиране на страницата от SQL сървър (така работи Уикипедия).
Разновидност на клиент е и компютърният терминал – работно място при многопотребителските компютри, снабдено с монитор и клавиатура, което не е способно да работи самостоятелно, а служи за връзка с основния компютър.
|  | Тази страница частично или изцяло представлява превод на страницата „Клиент (информатика)“ в Уикипедия на руски. Оригиналният текст, както и този превод, са защитени от Лиценза „Криейтив Комънс – Признание – Споделяне на споделеното“, а за съдържание, създадено преди юни 2009 година – от Лиценза за свободна документация на ГНУ. Прегледайте историята на редакциите на оригиналната страница, както и на преводната страница, за да видите списъка на съавторите. ВАЖНО: Този шаблон се отнася единствено до авторските права върху съдържанието на статията. Добавянето му не отменя изискването да се посочват конкретни източници на твърденията, които да бъдат благонадеждни. |